# فيروس التهاب الدماغ الخيلي الغربي
يعتبر فيروس الْتِهابُ الدِّماغِ الخَيلِيُّ الغَرْبِيّ (فيروس وي) العامل المسبب لمرض التهاب الدماغ الخيلي الغربي، وهو مرض غير شائع نسبيًا. ينتقل فيروس التهاب الدماغ والنخاع الخيلي (وهو فيروس ألفا من عائلة الفيروسات الطخائية، وتحمله مفصليات الأرجل) عن طريق البعوضيات من جنس البعوضة والبُعيضة، وهو فيروس مأشوب بين اثنين من فيروسات ألفا الأخرى، السلائف الفيروسية المشابهة لفيروس سندبيس، والسلائف الفيروسية المشابهة لفيروس التهاب الدماغ الخيلي الشرقي. يوجد أقل من 700 حالة مؤكدة في الولايات المتحدة منذ عام 1964. يحتوي هذا الفيروس على غلاف يتكون من بروتينات سكرية وأحماض نووية. ينتقل الفيروس إلى البشر والخيول عن طريق لدغات البعوض المصاب (بعوضة تارساليس وإيديس تينيوهينكوس) والطيور خلال أشهر الصيف الرطبة.
وفقًا لمركز السيطرة على الأمراض (CDC) يتوزع الانتشار الجغرافي لهذا الفيروس في جميع أنحاء العالم، ويميل إلى أن يكون أكثر انتشارًا في مناطق المستنقعات وما حولها حيث لا يوجد تعداد سكاني كبير. شوهد الفيروس في المقام الأول في الولايات والمقاطعات الكندية إلى الغرب من نهر الميسيسيبي. سُجّلت حالات من الإصابة بهذا الفيروس في دول أمريكا الجنوبية أيضًا. عادة ما تكون عدوى فيروس التهاب الدماغ الخيلي الغربي بشكل إصابة تحت سريرية (غير عرضية)، وتُعتبر الالتهابات العرضية غير شائعة. ومع ذلك، يمكن أن يسبب المرض عقابيل خطيرة عند الرضع والأطفال. على عكس التهاب الدماغ الخيلي الشرقي، فإن معدل الوفيات الإجمالي من المرضى منخفض (حوالي 4%) ويرتبط في الغالب بالعدوى لدى كبار السن. يموت أو يُقتل حوالي 15-20% من الخيول التي تصاب بالفيروس. لا يوجد لقاح بشري للمرض، ولا توجد أدوية علاجية مرخصة في الولايات المتحدة لهذه العدوى. يؤثر الفيروس على الدماغ والحبل الشوكي للمضيف المصاب.

## التاريخ
اكتُشف الفيروس في عام 1930 عندما توفي عدد من الخيول في وادي سان هواكين في ولاية كاليفورنيا الأمريكية بسبب التهاب غامض في الدماغ. استقصى العالم كارل فريدريش ماير وبحث في الموضوع، لكنه لم يكن قادرًا على عزل العامل الممرض من تشريح جثث الخيول المصابة، وكان بحاجة إلى عينات من حيوان مصاب، وفي المراحل المبكرة من المرض. عندما سمع الفريق عن حصان بدا أنه مصاب بالتهاب الدماغ، هدد صاحبه بإطلاق النار على العلماء. ومع ذلك، استطاع ماير إقناع زوجة المزارع بأن الحصان كان يموت على أي حال، وجعلها تنتظر حتى ينام زوجها لتعطيهم إشارة بذلك مقابل 20 دولارًا (حدث ذلك خلال فترة الكساد الكبير، وكان هذا المبلغ من المال كبيرًا وقتها). اختبأ ماير وزملاؤه في الأدغال حتى الإشارة، ثم قتلوا الحصان قتلًا رحيمًا وسرقوا رأسه، ونجحوا في عزل فيروس التهاب الدماغ الخيلي الغربي من الأنسجة الدماغية داخل رأس هذا الحصان.

## سلاح بيولوجي
كان فيروس التهاب الدماغ الخيلي الغربي واحدًا من أكثر من اثني عشر عاملاً بحثت فيهم الولايات المتحدة كأسلحة بيولوجية محتملة قبل أن تعلّق برنامج أسلحتها البيولوجية.